# Jaime Cervera Bravo
Jaime Cervera Bravo (Madrid, 1953) es un arquitecto español, profesor titular y catedrático de universidad en el Departamento de estructuras y física de la edificación de la Escuela Técnica Superior de Arquitectura de Madrid (ETSAM) en la Universidad Politécnica de Madrid (UPM), experto en análisis de Vulnerabilidad sísmica en la edificación y en Cooperación al desarrollo.

## Trayectoria
Cervera es arquitecto por la Escuela Técnica Superior de Arquitectura de Madrid donde ejerce como profesor titular universitario desde hace más de 40 años en análisis y proyectos de estructuras. Cervera es doctor arquitecto por la ETSAM en 1983, autor de numerosos libros, artículos, monográficos y comunicaciones de investigación sobre su área de conocimiento docente, Mecánica de Medios Continuos y Teoría de Estructuras. Ha publicado artículos de investigación sobre cooperación al desarrollo, sobre programas de análisis matricial utilizados en cálculo de estructuras en los que reivindica la enseñanza de la programación lineal en la formación del ingeniero estructural, sobre análisis estructural en la edificación, así como monográficos dedicados al estudio estructural de grandes construcciones emblemáticas como el Acueducto de Segovia, la Catedral de Santa María de Tuy o la pirámide del Museo del Louvre entre otras, o a la obra de autores como Leonardo Da Vinci o  Richard Buckminster Fuller. También ha publicado artículos en medios de comunicación general con temáticas de relevancia social, como fueron los artículos de 1978 sobre vivienda y realojos en las periferias de Madrid, temáticas que derivaron en sus propuestas sobre Cooperación al desarrollo desde la universidad.
Junto a las labores docentes en la ETSAM y en la UPM, Cervera asume cargos desde los que implementar actividades de compromiso y responsabilidad social en Cooperación al desarrollo y acceso libre al conocimiento. Durante los años ochenta se implicó en el desarrollo de herramientas informáticas de acceso libre y abierto, así como la implantación de infraestructuras informáticas accesibles para los alumnos de la ETSAM, replicables en otras escuelas de la UPM. En esta línea de defensa del conocimiento en abierto, sus publicaciones están accesibles en el archivo digital de la UPM. Desde el año 2004 participa en la integración de las sostenibilidad social y medioambiental en la formación universitaria como área transversal de conocimiento desde la responsabilidad de ser Director de Cooperación y Desarrollo Humano en el Rectorado de la UPM.
Cervera exploró nuevas metodologías de enseñanza formando el grupo de innovación educativa E4 Exploración de Enseñanzas en Estructuras de Edificación, un grupo de profesores del Departamento de Estructuras y Física de la Edificación de la ETSAM en el que desarrolla varios proyectos entre 2012 y 2019. El área de especialización docente de Cervera, marcado por su tesis doctoral, dirigida por Ricardo Aroca Hernández-Ros, es el hilo conductor de sus trabajos de investigación en torno a la historia y construcción de las estructuras y posteriormente en el campo de la optimización de estructuras.
Tiene una patente y ha publicado numerosos libros, comunicaciones y artículos de investigación, 

#### Optimización de Estructuras
Desarrolla su trabajo de investigación para la plaza de catedrático en el campo de la optimización de estructuras centrándose en las cúpulas. En éste área dirige posteriormente las tesis doctorales de Mariano Vázquez Espí en 1994, de Belén Orta en 2005 y de Carlos Olmedo en 2015.

#### Responsabilidades y cargos
Cervera fue Subdirector, Jefe de Estudios (1999-2004) de la Escuela Técnica Superior de Arquitectura de Madrid (ETSAM) participando en la redacción del Libro Blanco del título de grado en Arquitectura para la Agencia Nacional de Evaluación de la Calidad y Acreditación (ANECA) tras participar en las reuniones del Proyecto Aneca-Arquitectura como representante de la Universidad Politécnica de Madrid. También asumió el cargo de Director de Departamento de la ETSAM de 1992 a 1996 y de 2014 a 2016.
Ha sido Director de seis tesis doctorales y en dos ocasiones presidente del tribunal de tesis.

#### Riesgo Sísmico en la edificación
Los conocimientos teóricos estructurales aplicados al análisis y evaluación del riesgo sísmico, la vulnerabilidad sísmica en la edificación tuvieron aplicación práctica con motivo de los terremotos de Lorca (Murcia) y Haití. Parte del trabajo realizado en estos dos enclaves está recogido en los artículos, libros, monográficos o comunicaciones publicadas. Cervera participó en los grupos de investigación interdisciplinares que se crearon entre 2013 y 2015 en la UPM, orientados a la Mitigación del Riesgo Sísmico en Haití y a desarrollar una Metodología para la evaluación del Riesgo sísmico Urbano (MERISUR). Dirigió con Belén Benito Oterino la tesis doctoral de Sandra Martínez Cuevas, titulada "Evaluación de la vulnerabilidad sísmica urbana basada en tipologías constructivas y disposición urbana de la edificación. Aplicación en la ciudad de Lorca, región de Murcia." de 2014. 
En este ámbito destacar las publicaciones sobre edificación sismorresistente con motivo de los terremotos de Lorca (Murcia) y de Haití.
Las labores de mitigación del Riesgo van paralelas al otro campo de experiencia de Cervera, la Cooperación al desarrollo.

#### Cooperación al desarrollo
Con una larga trayectoria en desarrollo humano, durante 7 años fue director de Cooperación y Desarrollo Humano en el Rectorado de la UPM, también ha sido Director del Observatorio de la Cooperación Universitaria al Desarrollo (OCUD), de la Conferencia de Rectores de las Universidades Españolas (CRUE). En 2010 y 2013 fue director del Máster Universitario en Tecnología para el Desarrollo Humano y la Cooperación. Actualmente es profesor en el Máster en Estrategias y Tecnologías para el Desarrollo en la asignatura «Competencias para el trabajo en cooperación».
Forma parte del Comité de Dirección del itdUPM, el Centro de Innovación en Tecnología para el Desarrollo Humano, de la Universidad Politécnica de Madrid (UPM) desde su creación en 2012.

## Reconocimientos
- 1999-2004 Subdirector ETSAM Jefe de Estudios.[28]
- 2004-2010 Director Cooperación y Desarrollo Humano. Rectorado UPM.[28]
- 2010 Director del Observatorio de la Cooperación Universitaria para el Desarrollo (OCUD)[35] de la CRUE.[36][21]
- 2010 Director del Máster Universitario en Tecnología para el Desarrollo Humano y la Cooperación (2013).[39][28][37]
- 2013 Presidente Tribunal de tesis: El problema del rozamiento en el análisis de estructuras de fábrica mediante modelos de sólidos rígido.[40][41]
- 2013 Presidente Tribunal de tesis: Intereses exógenos y resistencia ciudadana en la transformación físico social de un asentamiento auto producido de Dakar (2005-2011).[42][43]

#### Patentes
- 2014 Sistema de inspección de soldaduras de pernos conectores mediante su espectro acústico.[28]

## Proyectos de I+D+i
- 2013 Formación y Orientación hacia la Mitigación del Riesgo sísmico en Haití: SISMO-HAITÍ III.[28][2]
- 2014 - 2015 Metodología para la evaluación Efectiva del RIesgo Sísmico URbano (MERISUR).[3]

## Publicaciones seleccionadas

#### Tesis Doctoral
- 1983 Cálculo de estructuras y resistencia de materiales: origen y desarrollo histórico de los conceptos utilizados. ETSAM (UPM).[25]

#### Libros
- 1992 Poesía y orden (Prólogo). Jorge Saiz. En: "Infografía y Arquitectura". NEREA, S.A., Madrid, pp. 11-13. ISBN 84-86763-68-1.[19][18]
- 2002 Forma y esfuerzos estructurales. Cuadernos, 110.02. Instituto Juan de Herrera, Madrid. ISBN 84-9728-047-4.[11][10]
- 2007 Manual de uniones atornilladas frontales pretensadas. En colaboración con Jesús María Ortiz Herrera y José Ignacio Hernando García, Design of Building Steel Structures. Publicaciones APTA, Madrid. ISBN 978-84-690-6123-7.[6][44][45]
- 2007 CTE-SE-F seguridad estructural fábricas: aplicación a edificios de uso residencial vivienda-DAV. Con Ricardo Aroca Hernández-Ros y José Luis de Miguel Rodríguez. ISBN 978-84-934051-9-9.[46][47][48]
- 2011 Concebir y analizar estructuras. Universidad Politécnica de Madrid, Madrid.[9]

#### Monográficos
- 1994 Acueducto de Segovia: Comportamiento mecánico. En colaboración con Juan Francisco de la Torre Calvo y José Ignacio Hernando García. ETSAM (UPM).[12]
- 2001 Análisis estructural de la Catedral de Santa María de Tuy. En colaboración con José Ignacio Hernando García. Informe Técnico. ETSAM (UPM).[13]
- 2010 Los métodos de programación lineal aplicados al análisis en rotura: el caso de los arcos de fábrica. Madrid. ETSAM (UPM).[7]
- 2010 En favor de la enseñanza de la programación lineal en la formación del ingeniero estructural. Madrid. ETSAM (UPM).[8]
- 2012 Evaluación de la peligrosidad y el Riesgo sísmico en Haití y aplicación al diseño sismorresistente. Informe Técnico. Varios autores. Madrid, (UPM).[33][32]
- 2013 On the practical uselessness of structural designs derived from some theoretical optimal solutions. En colaboración con Mariano Vázquez Espí. ETSAM (UPM).[49][6]

#### Artículos
- 1987 Leonardo Da Vinci y la flexión de vigas. "Sylva Clius, Revista de Historia de la Ciencia", v. 1 (n. 3); pp. 35-59.[15]
- 1996 Técnica de la utopía: centenario de Richard Buckminster Fuller. "Arquitectura Viva" (n. 46); pp. 72-73. ISSN 0214-1256.[16]
- 2008 Título propio de grado UPM: Experto en cooperación para el desarrollo. En: "IV Congreso Universidad y Cooperación para el Desarrollo", 12/11/2008-14/11/2008, Barcelona, España. ISBN 978-84-490-2572-3.[27]
- 2009 La Cooperación al desarrollo en las Universidades españolas, y su Observatorio (OCUD): un instrumento para la extensión de redes de ciencia aplicadas al combate de la pobreza. "Ide@s CONCYTEG" (n. 53); pp. 1143-1150.[4]
- 2009 Diseño digital: Ishigami, estructuras en cuestión. En colaboración con Mariano Vázquez Espí ("Arquitectura Viva" (n. 126); p. 53. ISSN 0214-1256.[50]
- 2011 Eficacia y calidad de la cooperación para el desarrollo en el ámbito universitario. El caso español. "Serie Avances de Investigación" (n. 55); pp. 73-91. ISSN 1885-9135.[5]
- 2015 Near-optimal solutions for two point loads between two supports. En colaboración con Mariano Vázquez Espí y Carlos Enrique Olmedo Rojas. "Structural and Multidisciplinary Optimization", v. 52 (n. 4); pp. 663-675. ISSN 1615-147X. https://doi.org/10.1007/s00158-015-1258-4.[6][51][52]
- 2015 Evaluación de la huella de carbono en el barrio de la viña Lorca por rehabilitación de daños en edificios tras el sismo de 2011.Con varios autores.[31]
- 2017 Methodology for an effective risk assessment of urban areas: progress and first results of the merisur project. Con varios autores. En: "16 World Conference on Earthquake Engineeering".[34]
- 2018 First results of fragility curves of single story, double bay unreinforced masonry buildings in Lorca. Con María Belén Orta Rial y Silvia San Segundo Gómez. (En: 1st Conference on Structural Dynamics. Madrid. ISBN 978-84-09-01733-1; pp. 7-11.[30]